# Les Vilelles
Les Vilelles és una masia situada al municipi de Navès, a la comarca catalana del Solsonès.